# Сміт-Сентер (Канзас)
Сміт-Сентер (англ. Smith Center) — місто (англ. city) в США, в окрузі Сміт штату Канзас. Населення — 1571 особа (2020).

## Географія
Сміт-Сентер розташований за координатами 39°46′29″ пн. ш. 98°47′0″ зх. д. / 39.77472° пн. ш. 98.78333° зх. д. (39.774693, -98.783266).  За даними Бюро перепису населення США в 2010 році місто мало площу 3,22 км², уся площа — суходіл.

## Демографія
Згідно з переписом 2010 року, у місті мешкало 1665 осіб у 779 домогосподарствах у складі 470 родин. Густота населення становила 517 осіб/км².  Було 928 помешкань (288/км²).
Расовий склад населення:
| - 97,7 % — білих - 0,4 % — корінних американців - 0,2 % — вихідців з тихоокеанських островів - 0,1 % — чорних або афроамериканців - 0,1 % — азіатів |

До двох чи більше рас належало 1,1 %. Частка іспаномовних становила 1,0 % від усіх жителів.
За віковим діапазоном населення розподілялося таким чином: 20,6 % — особи молодші 18 років, 50,5 % — особи у віці 18—64 років, 28,9 % — особи у віці 65 років та старші. Медіана віку мешканця становила 48,7 року. На 100 осіб жіночої статі у місті припадало 89,4 чоловіків;  на 100 жінок у віці від 18 років та старших — 84,9 чоловіків також старших 18 років.
Середній дохід на одне домашнє господарство  становив 50 180 доларів США (медіана — 37 586), а середній дохід на одну сім'ю — 64 368 доларів (медіана — 49 526). Медіана доходів становила 32 368 доларів для чоловіків та 29 750 доларів для жінок. За межею бідності перебувало 16,2 % осіб, у тому числі 27,9 % дітей у віці до 18 років та 11,8 % осіб у віці 65 років та старших.
Цивільне працевлаштоване населення становило 753 особи. Основні галузі зайнятості: освіта, охорона здоров'я та соціальна допомога — 31,9 %, сільське господарство, лісництво, риболовля — 11,0 %, роздрібна торгівля — 10,2 %.

## Відомі люди
- Роско Арбакл (1887 — 1933) — американський актор німого кіно, комік, режисер і сценарист.